# Bazyli (Łużyński)
Bazyli, imię świeckie Wasyl Łużyński (ur. ok. 1788 lub 1791 w Starej Rudni, zm. 14 stycznia?/26 stycznia 1879 w Petersburgu) – biskup greckokatolicki, następnie prawosławny. Jeden z organizatorów synodu połockiego, na którym doszło do włączenia struktur unickich na ziemiach litewskich i białoruskich do Rosyjskiego Kościoła Prawosławnego.

## Życiorys
Był synem duchownego unickiego, lecz stracił ojca we wczesnym dzieciństwie. Ukończył unickie seminarium duchowne w Połocku, a następnie studia filozoficzne w Akademii Jezuickiej w tym samym mieście. W 1820 ukończył studia teologiczne w Głównym Seminarium w Wilnie. W czasie studiów złożył 6 sierpnia 1819 wieczyste śluby zakonne. Został wybrany na prefekta seminarium, jednak arcybiskup połocki Jan Krassowski sprowadził go ponownie do Połocka i wyznaczył na członka zarządu diecezji. Od 1824 był prefektem seminarium wileńskiego i kanonikiem katedralnym. Rok później uzyskał tytuł doktora teologii. Od 1828 do 1833 był asesorem w Kolegium Duchownym, w wydziale unickim.
W 1833 metropolita Jozafat Bułhak wyznaczył go na administratora unickiej diecezji połockiej. 28 stycznia roku następnego Wasyl Łużyński został wyświęcony na biskupa orszańskiego, wikariusza tejże diecezji.
Zwolennik masowego przyłączenia unitów do Kościoła prawosławnego. W 1839 wspólnie z biskupami Antonim Zubką i Józefem Siemaszką zorganizował w Połocku synod, w czasie którego ogłoszono przejście wszystkich unickich struktur na ziemiach białoruskich i litewskich, razem z wiernymi, pod jurysdykcję Rosyjskiego Kościoła Prawosławnego. Zachował uzyskaną w Kościele unickim godność biskupią i w 1840 został mianowany prawosławnym biskupem połockim, zaś w 1841 – podniesiony do godności arcybiskupiej. W 1866 wszedł w skład Świątobliwego Synodu Rządzącego, ustępując równocześnie z pełnionego urzędu. Zmarł w Petersburgu w 1879 i został pochowany w swoim majątku Lubaszkowo.